# Dakh Daughters
«Dakh Daughters» (Дах Дотерс) — український жіночий театрально-музичний гурт, що виступає в жанрах «фрік-кабаре», «дарк-кабаре» і театрального перформансу. Виступає з 2012 року, один із перших виступів відбувся на Гогольфесті в Києві.

## Історія
«Dakh Daughters» пов'язані з київським театром «Дах» (як і інший гурт «ДахаБраха»), керівник театру — Владислав Троїцький — бере участь у постановці перформансів «Dakh Daughters».
У квітні 2013 року у Київській малій опері відбувся перший великий концерт гурту Dakh Daughters.
Гурт здобув популярність на YouTube влітку 2013 року завдяки відеокліпу «Rozy / Donbass», в якому поєднано 35-й сонет Шекспіра, українські народні пісні, нарочито театральний пафос. Іншим популярним відео гурту стало виконання композиції «Ганнуся» на Майдані Незалежності під час протестів у грудні 2013 року.

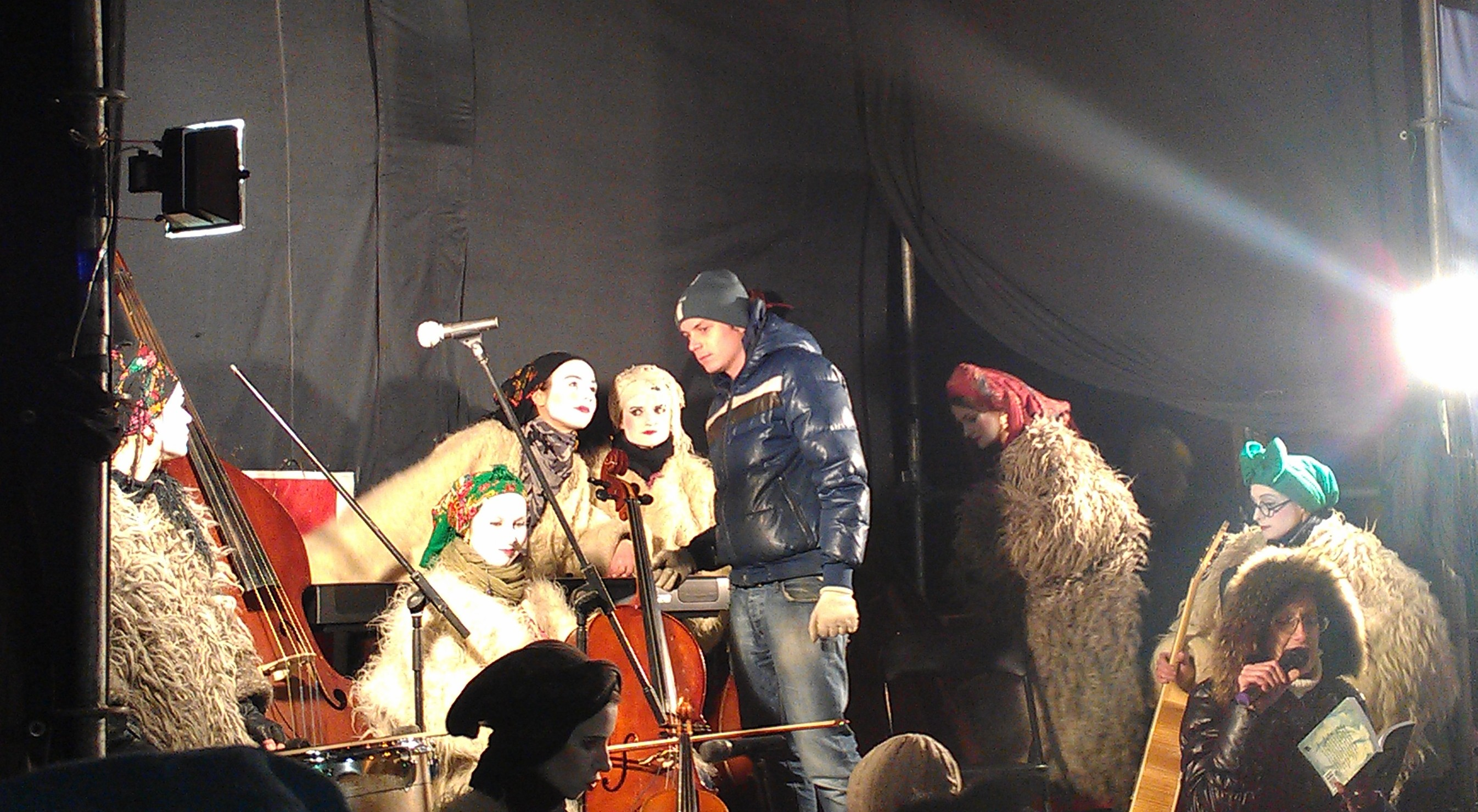
«Dakh Daughters» перед виступом на Євромайдані

«Dakh Daughters» використовує у своїх виступах тексти Йосипа Бродського, Тараса Шевченка, Лесі Українки, Чарльза Буковскі, Михайля Семенка, Юрія Андруховича, Олександра Введенського; тексти різними діалектами української, англійською, французькою, російською, німецькою мовами. Учасниці використовують різні музичні інструменти (загалом 15 інструментів): контрабаси, віолончелі, фортепіано, маракаси, гітару, скрипку, барабани, ксилофон, акордеон, губну гармоніку та бубни, причому «музиканти не прив'язані до своїх інструментів і легко ними міняються». Музичні оглядачі знаходять схожість «Dakh Daughters» з Амандою Палмер, Rammstein, Laibach, System of a Down і Dresden Dolls.
«Dakh Daughters» виступали в різних містах України, а також у Франції, Польщі, Росії.
У листопаді 2016 було презентовано дебютний студійний альбом колективу — «IF», до якого увійшли 9 композицій.
У квітні 2019 вийшов другий альбом — «Air», до якого увійшло 7 треків на авторські тексти та вірші українських поетів: Павла Тичини, Майка Йогансена, Миколи Холодного, а також переосмислення роману Льюїса Керрола «Аліса у Дивокраї»

## Склад
Початково гурт складався із семи учасниць:
- Ніна Гаренецька («ДахаБраха»)
- Руслана Хазіпова («Перкалаба», «Ragapop»)
- Соломія Мельник («Потужні дівчата» та «Soloma project»)
- Ганна Нікітіна («Кабаре-шансон», «Ragapop»)
- Наталія Галаневич (балет «БіZоН»)
- Наталія Zo Зозуль (балет «БіZоН»)
- Таня Гаврилюк («ТаняТаня»)

Пізніше Таня Гаврилюк відійшла від участі в гурті. Ніна Гаренецька продовжує брати участь у гурті, однак більше уваги приділяє проєкту Dakha Brakha.

## Дискографія
- IF (2016)
- Air (2019)
- Make Up (2021)
- Pandora's Box (2025)

## Нагороди
- Премія «Золота Дзиґа» в номінації «Найкраща пісня» за пісню «Мавка-Русалка» (4-та церемонія вручення, 3 травня 2020)[15].

## Громадська позиція
У 2017 році підтримали гуманістичну ініціативу UAnimals, Всеукраїнський марш за права тварин та виступили проти експлуатації тварин в цирках..
|  | Якось до Києва приїхав відомий цирк Африка, де замість справжніх тварин використовувались арт-об'єкти: ляльки-муляжі тварин. Ми були вражені, що так можливо і видовище від того в жодному разі не є менш вражаючим. Всеукраїнський марш за права тварин дуже актуальний і важливий для суспільства зараз. |

16 серпня 2018 року на фестивалі Jazz Koktebel у Чорноморську виступили на підтримку незаконно ув'язненого у Росії українського режисера Олега Сенцова
2018 учасниці гурту Соломія Мельник та Наталка Галаневич року долучилася до благодійного фотопроєкту «Щирі. Свята», присвяченого українському народному костюму та його популяризації. Проєкт було реалізовано зусиллями ТЦ «Домосфера», комунікаційної агенції Gres Todorchuk та Національного центру народної культури «Музей Івана Гончара». Увесь прибуток, отриманий від продажу виданих календарів, було передано на реконструкцію музею. Кожен місяць у календарі присвячено одному з традиційних українських свят, на яке вказують атрибути та елементи вбрання.